# Villamiel
Villamiel là một đô thị trong tỉnh Cáceres, Extremadura, Tây Ban Nha. Theo điều tra dân số 2005 (INE), đô thị này có dân số là 758 người.
40°10′B 6°46′T / 40,167°B 6,767°T